# Dmitrij Konstantinow
Dmitrij Wasiljewicz Konstantinow, ros. Дмитрий Васильевич Константи́нов (ur. 8 marca?/21 marca 1908 w Petersburgu, zm. 14 sierpnia 2006 w Hyannis Port) – radziecki naukowiec, rosyjski emigracyjny duchowny Rosyjskiego Kościoła Prawosławnego poza granicami Rosji, publicysta i pisarz.

## Życiorys
Ukończył gimnazjum w Sankt Petersburgu. W latach 1924–1929 pełnił funkcję lektora w cerkwi Najświętszej Bogurodzicy do jej zamknięcia. W 1933 ukończył leningradzki instytut naukowy księgoznawstwa. Następnie prowadził działalność naukową i redaktorską w miejscowych szkołach wyższych, prowadząc też wykłady i odczyty. Ponadto przygotowywał rozprawę doktorską pt. "Издательская деятельность Петра Великого". Po ataku wojsk niemieckich na ZSRR 22 czerwca 1941, został zmobilizowany do Armii Czerwonej. Ukończył szkołę oficerską w stopniu podporucznika, po czym skierowano go na front. W 1944 dostał się do niewoli niemieckiej. Po kilku miesiącach oswobodzono go. W listopadzie tego roku przybył do Berlina, gdzie zwierzchnik Rosyjskiego Kościoła Prawosławnego poza granicami Rosji metropolita Anastazy wyświęcił go na diakona. Wkrótce przyjął święcenia kapłańskie z rąk metropolity berlińskiego i niemieckiego Serafina. Do końca wojny zajmował się duszpasterstwem wśród ludności prawosławnej, głównie uchodźców cywilnych z okupowanych terenów ZSRR, przebywających w Niemczech. Współpracował z Komitetem Wyzwolenia Narodów Rosji (KONR). Po zakończeniu wojny kontynuował swoją działalność w alianckich strefach okupacyjnych. Był też redaktorem działu religijnego w piśmie „Echo”, wydawanego w Ratyzbonie. W 1949 wyjechał do Argentyny. Został duchownym w katedralnym soborze Św. Trójcy w Buenos Aires. Od 1955 był protoprezbiterem cerkwi Kazańskiej Ikony Matki Bożej. Ponadto był autorem licznych artykułów w piśmie religijnym „Nowoje Słowo”. Od połowy lat 50. współpracował z monachijskim Instytutem Badań Historii i Kultury ZSRR. W 1960 przeniósł się do USA, kiedy metropolia północno-amerykańska wyznaczyła go na protoprezbitera katedralnego soboru Trójcy Świętej w San Francisco, a następnie w Syracuse. Zajmował się również tłumaczeniem na rosyjski amerykańskiej literatury na potrzeby uniwersytetu w Syracuse. Od 1964 służył w cerkwi Zwiastowania pod Bostonem. Pisał artykuły w piśmie „Nowoje Russkoje Słowo”. Był autorem licznych artykułów i publikacji o historii Rosyjskiej Cerkwi Prawosławnej. W 1968 został protoprezbiterem cerkwi Przenajświętszej Bogurodzicy w Bostonie. W 1975 została wydana bibliografia jego publikacji pt. „Cerkow' i rieligija w SSSR”.